# Simudara
Simudara – według Sumeryjskiej listy królów trzeci władca IV dynastii z Kisz. Dotyczący go fragment brzmi następująco:
„Simudara (z Kisz) został królem i panował przez 30 lat”.